# محرك فانكل

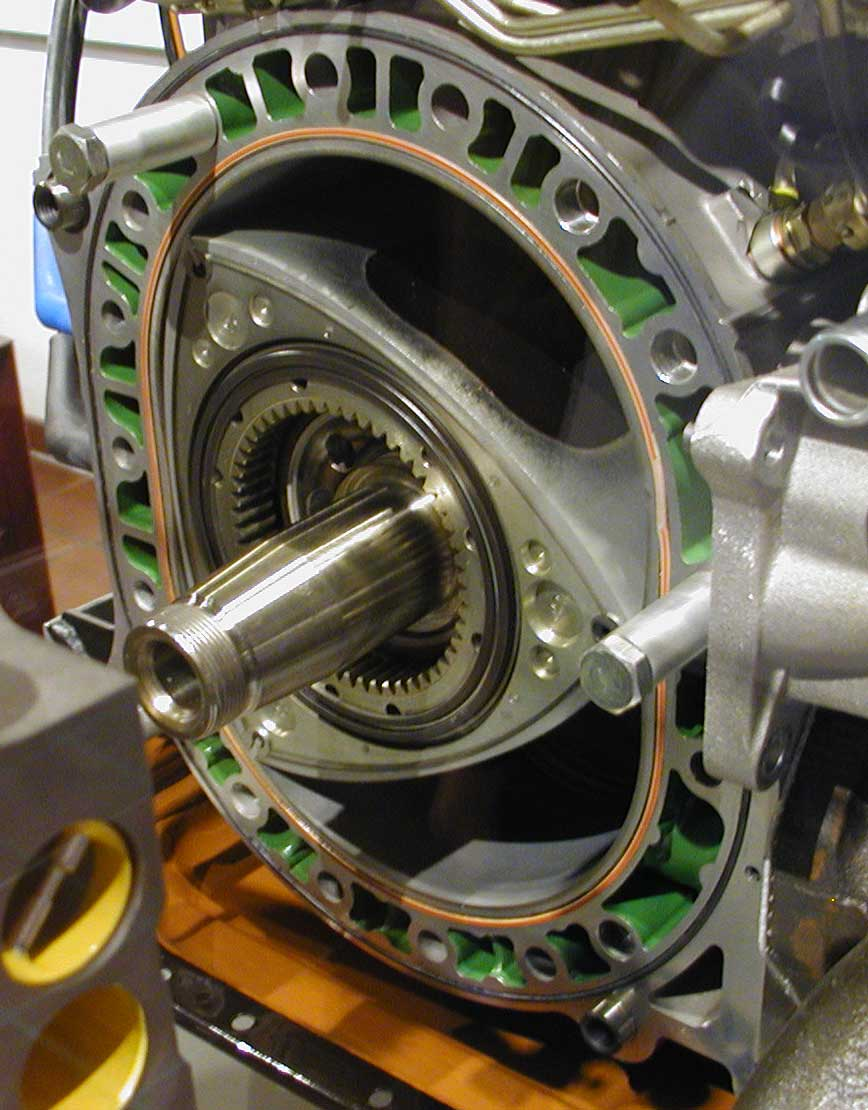
محرك فانكل في المتحف الألماني، ميونيخ، ألمانيا

محرك الوانكل (بالإنجليزية: Wankel engine)‏ هو نوع من المحركات ذات الاحتراق الذاتي وهو على شكل دائري من أجل أن يحول الضغط إلى حركة دورانية بدلًا من استخدام المكابس الارتدادية.
تحدث الأشواط الأربعة في فراغ بين الحاوية ذات الشكل البيضاوي التي تشبه المنحنى العجلي الفوقي والدّوار الذي يشبه مثلث رولو ولكن بجوانب مسطحة بشكل أكبر.
هذا التصميم يولد قوة ذات دوران عالٍ من حجم مضغوط.
منذ التعريف عليه، لقد تم اعتبار هذا المحرك محركًا دورانيًا، بالرغم من أن هذا الاسم قد تم تطبيقه على تصاميم مختلفة تماماً
لقد تم اختراع هذا المحرك من قبل المهندس الألماني فليكس وانكل. لقد حصل على براءة الاختراع في عام 1929، وبدأ تطويره
في أوائل الخمسينات من قبل شركة NSU وتم الانتهاء من أول نموذج عملي في عام 1957.
و بعد ذلك قامت NSU بترخيص المبدأ للشركات حول العالم التي بدورها أكملت تطوير هذا التصميم. وهو المحرك الوحيد ذو الاحتراق الداخلي الذي اخترع في القرن العشرين ليذهب إلى الإنتاج.
بفضل هذا التصميم فقد تم تضمين محرك وانكل الدوراني في أجهزة ومركبات متنوعة مثل السيارات والدراجات النارية وسيارات السباق والطائرات وزلاقة الجليد الآلية والمناشير ووحدات الطاقة المساعدة. أكثر من استخدم محرك وانكل بشكل كبير في السيارات هي الشركة
اليابانية مازدا.

## تاريخ المحرك

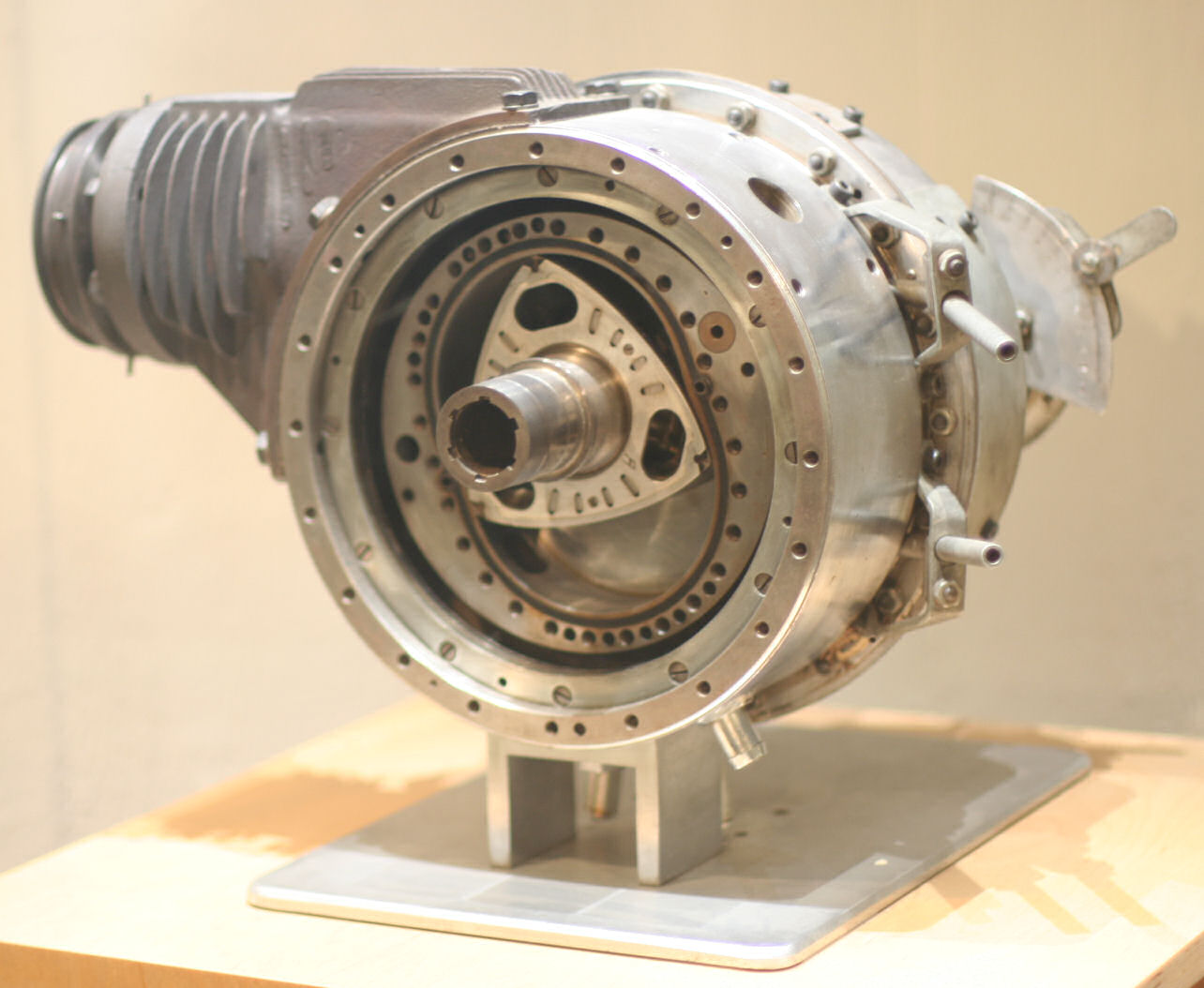
أول محرك وانكل DKM 54 في المتحف الألماني في مدينة بون في ألمانيا.

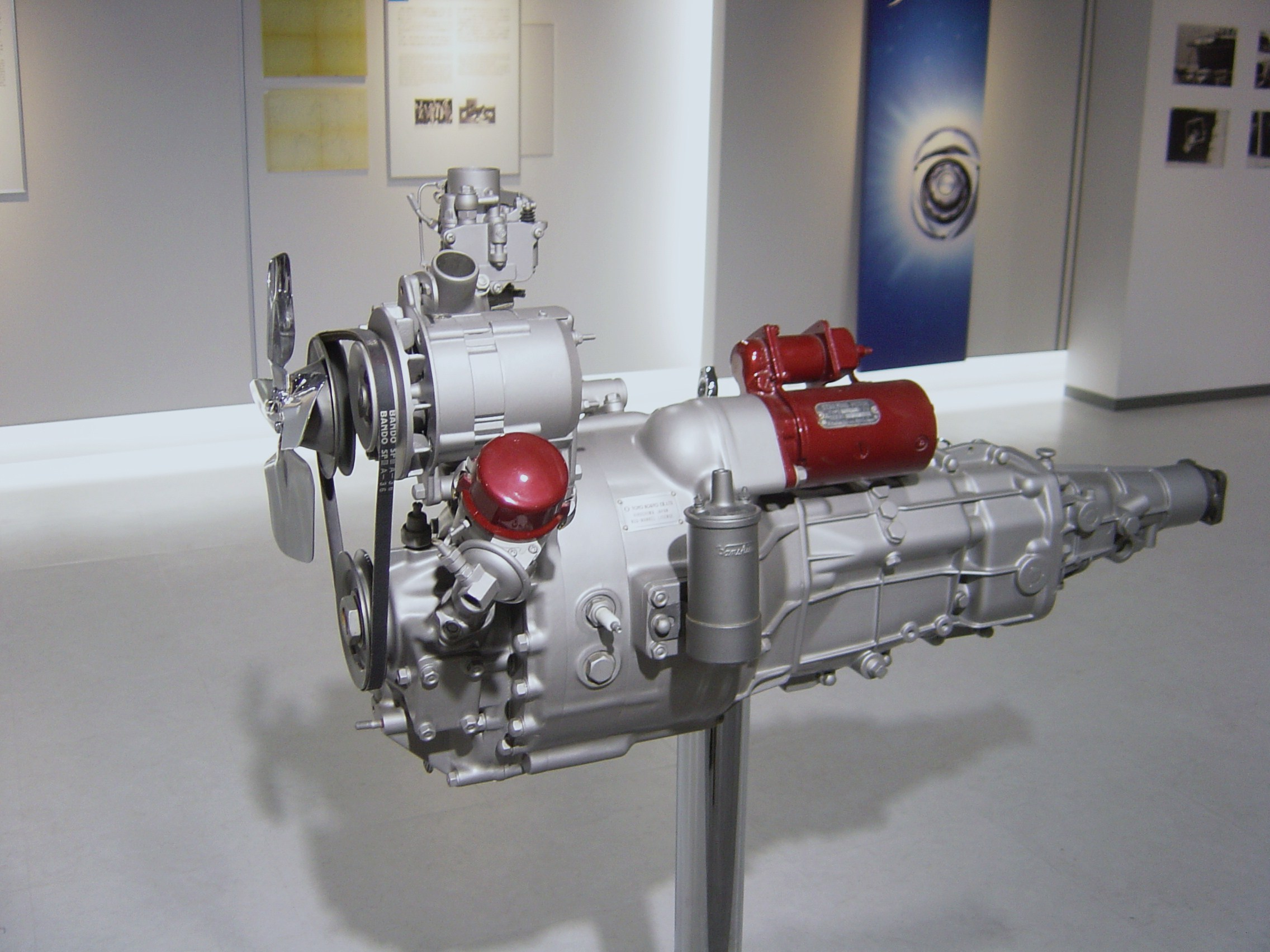
أول محرك لمازدا في متحف مازدا في مدينة هيروشيما في اليابان.

في عام 1951، بدأ المهندس الألماني فليكس وانكل بتطوير المحرك في شركة NSU، حيث تصّور لأول مرة محركه الدوراني
في 1954 (DKM 54). تم تصميم محرك وانكل الدوراني والذي يدعى KKM 57 من قبل مهندس NSU هانس دايتير باشيكي في 1957 ومن غير علم فليكس وانكل، والذي أعقب قائلًا «لقد حولت حصاني إلى ثور».
لقد تم تشغيل أول نموذج لمحرك DKM 57 في قسم NSU للتطوير والبحث في الأول من فبراير 1957. لقد كان بقوة 21 حصانا ً، بعكس محركات وانكل الحديثة، ولقد دارت الدّوارة والحاوية.
عقب ذلك جهود جبارة في تصميم المحركات الدورانية في الخمسينيات والستينيات. لقد لفت ذلك الانتباه بسبب أنها كانت
مرنة في أدائها، وبسبب سهولة تصميمها أيضًا. حدثت مشكلة أولية وهي حدوث صدع في سطح المنحنى الفوقي (التروكويد الفوقي) الذي تم التعامل معه بوضع سدادات في قطعة معدن منفصلة بدلا من وضعها معًا في داخل التصميم. وتم تعويض السدادات المبردة بمشاريع متعددة لتسريع تبريد الماء داخل المحرك والتي انتشر استخدمها ولاقت براءة اخترعها من قبل كورتيس -رايت.
تلك المشاريع لم تتطلب نحاسا ً ذو توصيل عالي ولكن لم يمنع استعمالها.
من بين الشركات المصنعة للتوقيع اتفاقات الترخيص لتطوير محركات وانكل ألفا روميو وأمريكان موتورز وستروين وفورد وجنرال موتورز ومرسيدس بنز ونيسان وبورشه ورولز رويس وسوزوكي وتويوتا.
في الولايات المتحدة، في 1959 بموجب ترخيص من NSU، رائدة كيرتس رايت تحسينات في تصميم المحركات الأساسية.
في بريطانيا، في 1960، رائدة رولز رويس موتور للسيارات شعبة نسخة الديزل على مرحلتين للمحرك وانكل.
لقد وقّعت مازدا و NSU عقدًا لتطوير محرك وانكل عام 1961 وتنافسوا على من يجلب أول سيارة بمحرك وانكل للسوق.
بالرغم من أن مازدا قامت بتصنيع محركٍ اختباريٍ في تلك السنة، إلا أن NSU كانت الأولى في وضع سيارة بمحرك وانكل في السوق، السيارة الرياضية NSU سبايدر (NSU Spider) عام 1964.
و ردّت مازدا بعرض محركات وانكل ثنائية ورباعية الدوران في عرض طوكيو للمحركات.
في عام 1967، بدأت NSU بصناعة سيارة رفاهية بمحرك وانكل، Ro 80.
و لكن، أدّت مشاكل مع رأس الختم (قطعة حساسة جدًا في المحرك الدوراني - Apex Seal - وغالبًا أعطال مثل هذه المحركات تبدأ منه) إلى أعطال متفاوتة في المحرك، مما أدى إلى خسائر كبيرة لدى NSU، وتقليل عملية تطوير محرك وانكل.
ادعت مازدا أنها قامت بحل مشكلة رأس الختم، وكان بمقدورها أن تختبر المحرك لمدة 300 ساعة بدون أعطال. وبعد سنوات من التطوير، أول سيارة بمحرك وانكل لشركة مازدا كانت كوسمو 110 (Cosmo 110S).
قامت الشركة بتصنيع مركبات بمحركات وانكل («الدوراني» كما تسميه الشركة)، بالإضافة إلى الحافلات والشاحنات الصغيرة.
قامت مازدا باختيار طريقة لامتثال لكمية انبعاث الهيدروكربون الذي أدى إلى زيادة في استهلاك الوقود، وذلك قبل أن يكون هناك ارتفاع حاد في سعره.
و بعد ذلك، توقفت مازدا عن استخدام محركات وانكل في تصاميمها، ولكن استمرت في استعمالها فيالسيارات الرياضية RX-7 حتى شهر أغسطس 2002 (توقف إصدار هذه السيارات إلى كندا في عام 1993. والولايات المتحدة الأمريكية توقفت بطراز عام 1994، ولقد تبقى بعض السيارات التي لم تباع والتي بيعت فيعام 1995).
لقد استعملت الشركة تصاميم ازدواجية الدوران، ولكن في عام 1991 سيارة إينوس كوسمو (Eunos Cosmo) استخدمت محرك ثلاثية الدوران ازدواجي التربو.
في عام 2003، عرضت مازدا محرك الرينيسس (Renesis) مع سيارة RX-8.
ذلك المحرك غيّر منافذ العودام والامتصاص من محيط الحاوية الدائري إلى الجوانب، مما سمح بمنافذ كبيرة إجمالًا، تدفق أفضل للتيار الهوائي، وإمكانية لمزيد من القوة.
محركات وانكل الأولية كانت تمتلك نفس التصميم ولكن تم تجاهل الفكرة بسبب تراكم الكربون على المنافذ وجوانب الدوّار.
أما محرك رينيسس فلقد استخدمت فيه أختام جانبية.
في عام 1961، قامت منظمات البحث السوفيتية (NATI، NAMI) بتجارب تطويرية، وصممت محركات تجريبية بتقنيات مختلفة.
المصنع السوفيتي للمركبات أوتوفاز قام بتجارب بوضع محركات وانكل في السيارات ولكن بدون ترخيصعلى ذلك في عام 1974، قاموا بناء مكتب خاص بتصاميم المحرك والذي في عام 1978 صمم محركا ً سمّيVAZ-311.
و بعد سنتين، بدأت الشركة بتسليم محركات VAZ-2106 مدعومة بوانكل (محرك VAZ-411 ثنائية الدوّار) و
محركات لادا، إلى خدمات الأمن غالبًا، والتي صنع منها ما يقارب 200 محرك.
الطرازات التي أعقبت ذلك كانت VAZ-4123 و VAZ-415.
عُرف المكتب السوفيتي لتصميم المحرك للطائرات -Aviadvigatel-، بأنه كان ينتج محركات وانكل بـحقن إلكترونية للطائرات والمروحيات بالرغم من أنه قد تم الكشف على القليل من المعلومات.
بالرغم من العديد من المصانع أجازت هذا التصميم، بالإضافة إلى سيتروين بطرازهم M35 و GS
Birotor، والتي استخدمت محركات تم تصنيعها من قبل كوموتور (Comotor)، جنرال موتورز والتي استنتجت أن محرك وانكل باهظ التكاليف لصناعته بعكس محرك مماثل له يستعمل مبدأ التردد، وشركة مرسيدس بنز والتي استعملت المحرك في سيارتها C111، كانت مازدا هي الوحيدة التي صنعت محركات وانكل بشكل كبير.
أمريكان موتورز كانت مقتنعة تمامًا «بأن المحرك الدوراني سيكون له دور مهم كمركز للطاقة في السيارات والشاحنات في المستقبل»، وفقًا للرئيس روي دي تشابن جونيور (.Roy D. Chapin Jr)، أن صانعي المركبات في أمريكا وقعوا اتفاقية في فبراير 1973، بعد سنة من المفاوضات، لبناء محركات وانكل للسيارات والجيب، وأيضًا الحق لها في بيع أي محرك دوراني تنتجه إلى الشركات الأخرى. بالرغم من أن أمريكان موتورز قررت شراء محركات وانكل من جنرال موتورز بدل بناء واحدة بنفسها.
لم يلتزم محرك وانكل لجنرال موتورز بقيم الانبعاث الأمريكية، لذا وفي عام 1974، توقفت الشركة عن تطويره، بالرغم من أن جنرال موتورز ادعت أنها حلت مشكلة استهلاك الوقود، ولسوء الحظ، لم ينشروا النتائج الخاصة ببحوثهم.

## التصميم

طريقة عمل محرك فانكل.

ممر الدخول، ممر الخروج، الغطاء، غرفة الاحتراق، عجلة مسننة، مكبس، مسنن صغير، عمود مرفقي، مشعل الشرارة.
في محرك وانكل، الدوران الرباعي لدورة أوتو النموذجية يحدث في الفراغ بين الدوّار المتماثل بثلاث جهات وداخل الحاوية.
مرحلة التوسع في دورة وانكل أكبر من دورة أوتو. في محرك وانكل ذو الدوران الأحادي، شكل الحاوية
البيضاوي يحيط بالدّوار الذي يشبه الأجنحة ثلاثية الزوايا (يتم الخلط بينه وبين مثلث ريوليكس عادة، والذي هو عبارة عن ثلاث منحنيات حادة بعرض ثابت، ولكن مع نتوء في كل من الجوانب وهي مسطحة أيضَا).
الشكل النظري للدّوار بين الزوايا هو نتيجة تقليل سعة غرفة الاحتراق الهندسية وتكبير لمدى الضغط.
المنحنى المماثل الذي يتصل برأس الزاوية الخاص بالدّوار تم تكبيره بالاتجاه الداخلي لشكل الحاوية مع منع إمكانية ملامسة الحاوية بأي زاوية دوران (شكل القوس ليس حلًا لمثل هذه المشكلة).
محور القيادة المركزية، ويدعى أيضًا بالمحور المركزي أو محور E، يعبر منتصف الدّوار وهو مدعوم بحوامل ثابتة.
الدوّار يدور حول المركز (مشابهة للسواعد) بشكل متكامل مع محور المركزي (مماثل للمحور العمودي) ويكوّن دورة حول المحور المركزي بشكل مداري.
الموانع على جوانب الدّوار تحمي محيط الحاوية، وتقسمها إلى ثلاث غرف احتراق متحركة.
زوج من التروس المتوافقة في الحركة تتحكم بالدوران لكل دوّار على محوره الخاص.
كل ترس على كل جانب من حاوية الدوّار ينشئ ترسًا مرتبطًا بالدوّار ويتأكد من أن كل دوّار يدور 1/3 دورة في كل مرة حول المحور المركزي.
لا تُبعث طاقة المحرك المنتجة من خلال التروس المتوافقة. قوة ضغط الغاز في الدّوار تذهب مباشرة إلى منتصف المركز، وهو الجزء الخارجي من المحور.
أفضل طريقة لتخيل حركة المحرك هو النظر إلى الفجوة التي بين الدوّار والحاوية وليس إلى الدوّار نفسه. إن محرك وانكل هو عبارة عن نظام ذو سعة مختلفة. لذا هناك ثلاث فجوات لكل حاوية، كل يعيد نفس الدورة. ولاحظ أن النقاط A و B في الدوّار ومحور E تدور بسرعة مختلفة، وأن النقطة B أسرع ثلاث مرات من النقطة A، لذا دورة كاملة للدوّار تعادل ثلاث دورات للمحور E. كلما يدور الدوّار مداريًا، كل جانب منه يكون قريبا ً وبعيدا ً من جدار الحاوية، ضغط
و توسيع حجرة الاحتراق تمامًا كضربات المكبس في المحرك الترددي. متجه القوة في مرحلة الاحتراقيذهب من خلال منتصف فص الالتواء.
بينما مكبس المحرك ذو الدوران الرباعي يكــّون دورة احتراق واحدة لكل اسطوانة لكل دورتين للمحور العمودي (بمعنى نصف ضربة لكل دورة لمحور العمودي لكل اسطوانة)، كل حجرة احتراق في وانكل تولــّددورة احتراق واحدة لكل دورة لمحور التدوير، بمعنى (ضربة واحدة لكل دورة مدارية للدوّار وثلاث ضربات لكل دورة للدوّار).
لذا، ناتج الطاقة لمحرك وانكل أعلى بكثير من أي محرك رباعي الدوران، وأعلى من مكبس محرك رباعيمشابه له في الأبعاد والوزن.
محركات وانكل تمتلك في العادة ريدلاين (أقصى سرعة للمحرك) أعلى بكثير من أي محرك دوراني بنفس ناتج الطاقة. المحاور المركزية لا تمتلك زوايا الضغط الداخلي للمحور العمودي. إن ريدلاين المحرك الدورانييعتمد على مدى بقاء التروس المتوافقة. تستخدم التروس من الفولاذ الصلب للعمليات الموسعة أعلى من7000 أو 8000 دورة لكل دقيقة. تعمل محركات سيارات مازدا للسباق بمعدل 10000 دورة لكل دقيقة.
لكنها تستعمل في الطائرات بتحفظ، 6500 أو 7500 دورة لكل دقيقة.
و لكن، ضغط الغاز في أداء الختم، يؤدي إلى إتلاف المحرك إذا عمل على دورة أعلى لكل دقيقة تحت ظروفلا تسمح بذلك.
الوكالات الدولية التي تفرض الضرائب على السيارات وفقًا للهيئات التنظيمية في سباق السيارات اعتبرت أن محرك وانكل مشابه لمحرك رباعي الدوران بإزاحة قدرها 1.5 إلى 2 مرة، بعض حلبات السباق منعتها بالكامل.

### المميزات
محركات وانكل خفيفة وبسيطة بشكل عام وتحتوي على قليل من الأجزاء المتحركة بعكس محركات المكابس المماثلة له في ناتج الطاقة.
على سبيل المثال، لأن إحكام الصمام يتم عبر قطع المنافذ البسيطة إلى جدران الدوّار أو جوانب الحاوية، فإنها لا تمتلك صمامات أو توصيلات معقدة للصمام.
بالإضافة إلى ذلك، بما أن الدوّار يدور بشكل مباشر بقوة تحمل كبيرة على المحور، فإنها لا تمتلك قضبان مرتبطة (و هي حين يرتبط بوجودها المكبس بالمحور العمودي، مما يسمح بتحويل الحركة الخطية إلى دورانية) ومحور عمودي.
التخلص من حجم المحرك الترددي والتخلص من أكثر الضغوط والأخطاء المعرضة لها محركات المكابس يعطي محرك وانكل اعتمادًا قويًا، تدفقا مرنا للطاقة، ونسبة قوية للقوة والوزن.

### العيوب
العامل الذي يقلل من فعالية المحرك هو قلة كفاءة الختم، والذي يحد من استعمالها في سيارات السباق والمحركات الرياضية والتي لا تتطلب كفاءة وعمر عاليًا للمحرك. الوقت المسموح للوقود لدخول المنفذ قليل بشكل ملحوظ، مقارنة بمكبس محرك رباعي الدوران، وذلك بسبب طريقة دوران الحجرات الثلاثة.

## التطبيقات

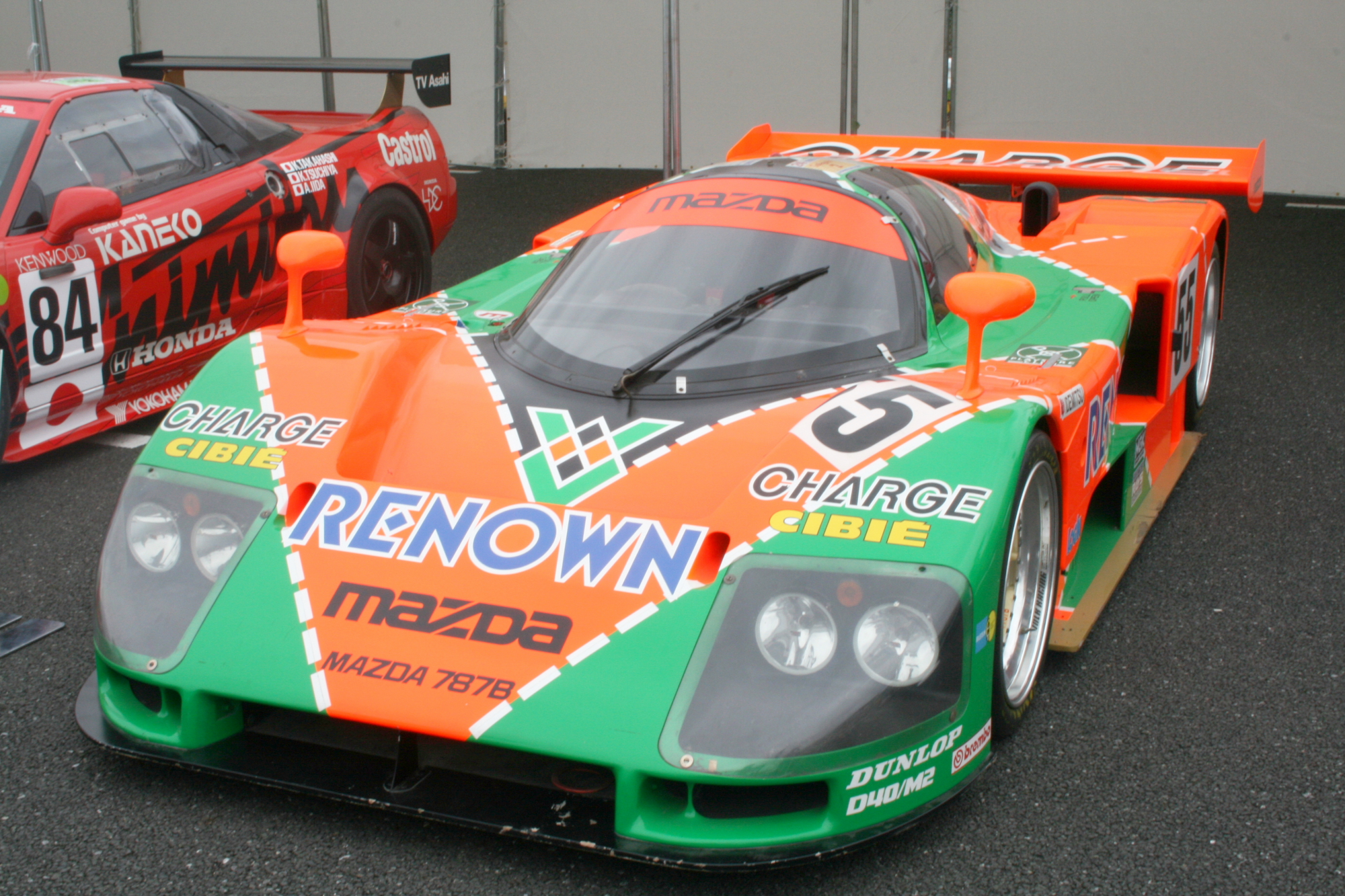
مازدا 787B

### سباقات السيارات
في عالم السباقات، نجحت مازدا نجاحاً كبيراً مع محرك وانكل ذي مكبسين، وثلاثة، وأربعة. وبقية المتسابقين نجحوا نجاحاً باهراً في تعديل محركات وانكل لسيارات المازدا.

### محركات الدراجات النارية
من عام 1974 إلى 1977 أنتج هرقل عدد محدود من الدراجات النارية المزودة بمحركات وانكل.
دراجات السوزوكي RE5 كانت داعمة لمحركات وانكل وتم إنتاجها بين عامي 1975 و 1976 وكانت ذات تصميم معقد مما أدى لحدوث المشاكل التي حلت فيما بعد ولكن ثقل الوزن ولأسباب أخرى لم تباع بشكل جيد.
في بداية عام 1980 بدأ نورتن باستخدام معدات المحرك مع أختام فارغة.

### محركات الطائرات
أول طائرة تم تزويدها بمحرك وانكل الدوراني كانت تجربة شركة لوكهيد مارتن فكان الإصدار المدني للولايات المتحدة هو QT-2، مدعومًا من Schweizer للطائرات الشراعية في عام 1968 أو 1969 وكانت بقوة 185 حصان (138 كيلوواط) واسم النموذج RC2-60 بإنتاج شركة Schweizer العملاقة، ونفس النموذج تم استخدامه في سيسنا كاردينال وطائرات أخرى والهليكوبتر.

### ممدد نطاق
نظراً للحجم الصغير والوزن المنخفض لمحركات وانكل، فلقد وجدوا طريقة لوضعه في السيارات الكهربائية كممدد للنطاق. في عام 2010 كشفت شركة أودي أن في سيارتهم الكهربائية الـ A1 e-tron يتواجد محرك وانكل 250 (سم مكعب) بسرعة دوران 5,000 دورة في الدقيقة من شأنها إعادة شحن بطارية السيارة حسب الحاجة. ونفس الشيء لسيارات FEV Inc.